# Blankartscheibe (Ahrweiler)

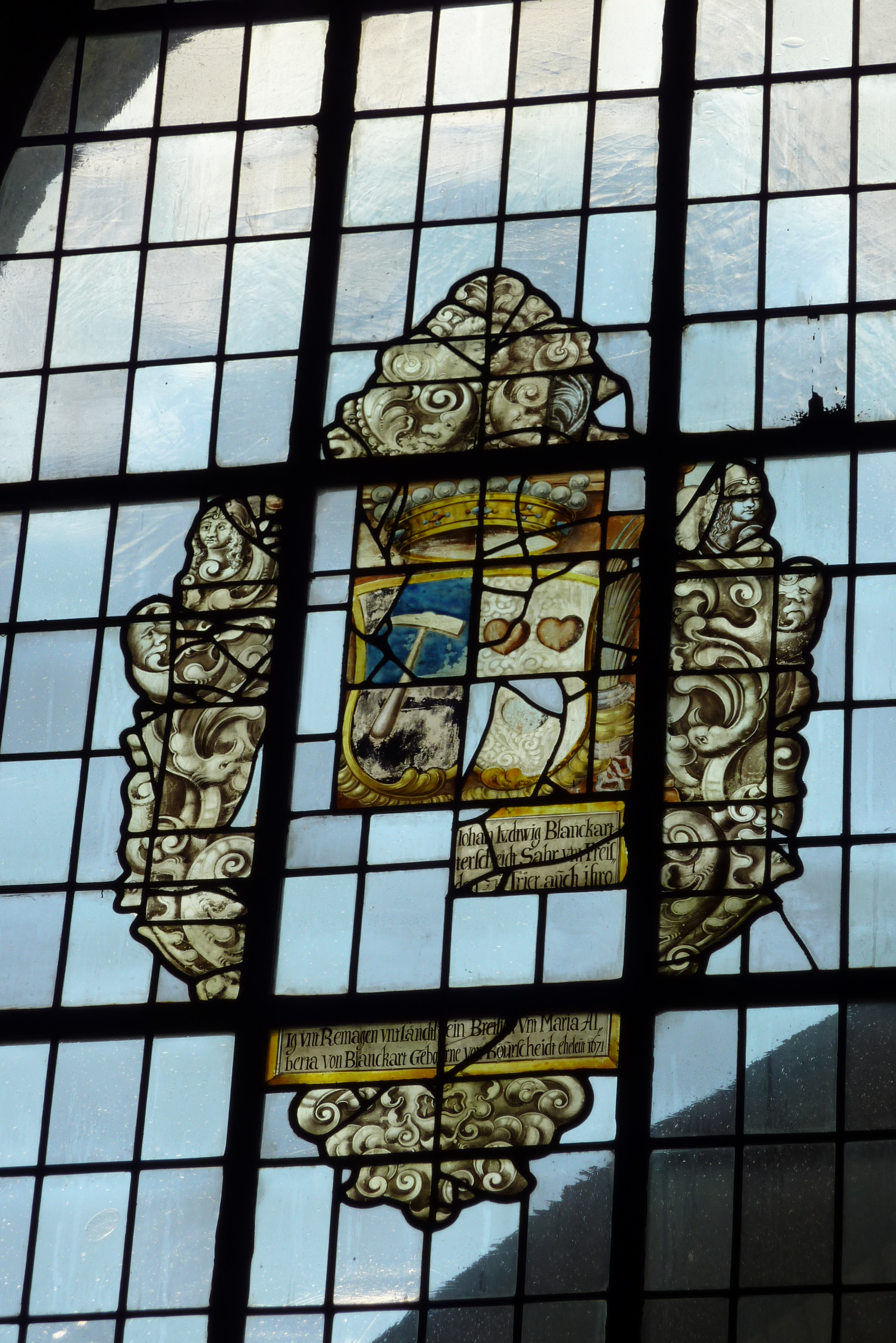
Blankartscheibe in der Klosterkirche in Ahrweiler

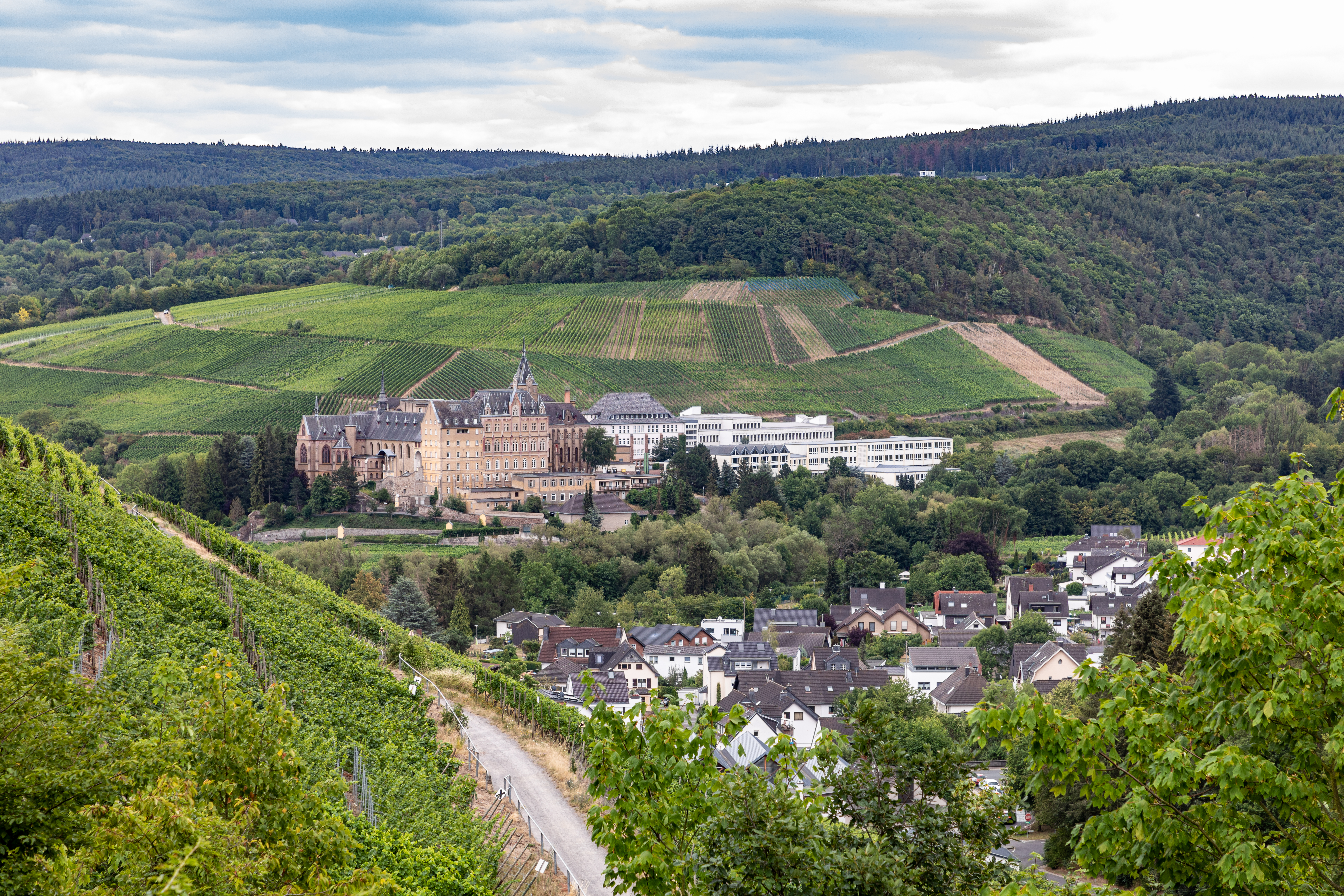
Ehemaliges Ursulinenkloster in Ahrweiler mit Gymnasium und Realschule

Die Blankartscheibe in der Klosterkirche Heilig-Kreuz des ehemaligen Klosters Kalvarienberg in Ahrweiler, einem Stadtteil von Bad Neuenahr-Ahrweiler im Landkreis Ahrweiler in Rheinland-Pfalz, wurde 1671 geschaffen. 
Die Blankartscheibe ist eine von acht bekannten Wappenscheiben in der Klosterkirche, die alle 1671/72 entstanden und 1,50 Meter hoch und 96 cm breit waren. Sie haben ein Grisaillerahmenwerk und wurden im 20. Jahrhundert in neue Fenster der Nordseite der Kirche integriert. 

Das nicht mehr vollständig erhaltene Bleiglasfenster mit dem Wappen der Familie Blankart hatte laut Überlieferung im Jahr 1847 folgende Inschrift: 

„Der wohlgeborner Herr Johan Ludwig Blankart von Arweiler, Her zu Landterscheid, Sahr unt Freisheim, ihro churfurst[lichen] Gnaden zu Trier, auch ihro hochfurstl[ichen] Durchl[aucht] Pfaltz Neuburg Obrister Stalmeister unt Amptman derren Ampter Hammerstein, der Graffschaft Isenburg, der Graffschaft Neuenahr, beider Ampter Sintzig unt Remagen unt Ländlein Breisigh, unt Maria Alberta von Blanckart geborne von Bourscheidt Eheleut. 1671.“